# Oxycoryphe acuta
Oxycoryphe acuta är en stekelart som beskrevs av Boucek 1988. Oxycoryphe acuta ingår i släktet Oxycoryphe och familjen bredlårsteklar.
Artens utbredningsområde är Papua Nya Guinea. Inga underarter finns listade i Catalogue of Life.